# Amohoa
Amohoa ist ein Fluss auf Anjouan, einer Insel der Komoren in der Straße von Mosambik.

## Geographie
Der Fluss entspringt am Hang unterhalb von Kangani im Südwesten von Anjouan. Er mündet nach kurzem Lauf in den Itsahou und dieser bald darauf in die Straße von Mosambik.